# Касереньо
Касереньо (исп. CP Cacereño) — испанский футбольный клуб из города Касерес, в одноимённой провинции в автономном сообществе Эстремадура. Клуб основан в 1919 году, домашние матчи проводит на стадионе «Принцип Фелипе», вмещающем 7 000 зрителей. В Примере команда никогда не выступала, лучшим результатом является 16-е место в Сегунде в сезоне 1952/53.

## Сезоны по дивизионам
- Сегунда — 1 сезон
- Сегунда B — 18 сезонов
- Терсера — 56 сезонов
- Региональная лига — 3 сезона

## Достижения
- Сегунда B
  - Победитель: 1997/98
- Терсера
  - Победитель (10): 1943/44, 1950/51, 1951/52, 1960/61, 1967/68, 1977/78, 1981/82, 1986/87, 1995/96, 2001/02